# Districte de Sainte-Menehould
El districte de Sainte-Menehould és un dels cinc districtes amb què es divideix el departament francès del Marne, a la regió del Gran Est. Té 3 cantons i 67 municipis i el cap del districte és la sotsprefectura de Sainte-Menehould.

## Cantons
cantó de Givry-en-Argonne - cantó de Sainte-Menehould - cantó de Ville-sur-Tourbe